# Колпаков, Виталий Алексеевич
Вита́лий Алексе́евич Колпако́в (род. 2 февраля 1972, Ворошиловград) — советский и украинский легкоатлет, специалист по многоборьям и тройному прыжку. Выступал за сборные СССР, СНГ и Украины по лёгкой атлетике в 1990-х годах, чемпион Европы среди юниоров, победитель и призёр первенств национального значения, участник летних Олимпийских игр в Атланте.

## Биография
Виталий Колпаков родился 2 февраля 1972 года в городе Ворошиловграде Украинской ССР.
Впервые заявил о себе на международном уровне в сезоне 1990 года, когда вошёл в состав советской национальной сборной и выступил на юниорском мировом первенстве в Пловдиве, где в программе десятиборья с результатом в 7384 очка стал четвёртым.
В 1991 году в десятиборье одержал победу на юниорском европейском первенстве в Салониках.
В 1992 году стал серебряным призёром на чемпионате СНГ по многоборьям в Санкт-Петербурге, уступив в семиборье только Льву Лободину. Представлял Объединённую команду, собранную из спортсменов бывших советских республик, на чемпионате Европы в помещении в Генуе, но досрочно завершил своё выступление и не показал никакого результата.
После распада Советского Союза выступал за украинскую национальную сборную. Так, в 1993 году представлял Украину на Кубке Европы по легкоатлетическим многоборьям в Оулу, где занял пятое и восьмое места в личном и командном зачётах соответственно.
В 1994 году в семиборье стартовал на чемпионате Европы в помещении в Париже, но провалил все попытки в прыжках с шестом и снялся с соревнований. В десятиборье на чемпионате Европы в Хельсинки с результатом в 7987 очков стал девятым.
В 1996 году показал шестой результат на международных соревнованиях Hypo-Meeting в Австрии. Благодаря череде удачных выступлений удостоился права защищать честь страны на летних Олимпийских играх в Атланте — набрал в сумме десятиборья 8025 очков, расположившись в итоговом протоколе соревнований на 22-й строке.
В 1998 году выступил в тройном прыжке на чемпионате Европы в Будапеште, с результатом в 15,69 метра в финал не вышел.
В 1999 году в тройном прыжке был девятым на летней Универсиаде в Пальме, в той же дисциплине принимал участие в чемпионате мира в Севилье.